# توم بايرز
توم بايرز (بالإنجليزية: Tom Byers)‏ هو منافس ألعاب قوى أمريكي، ولد في 1955.

## وصلات خارجية
- توم بايرز على موقع الاتحاد الدولي لألعاب القوى (الإنجليزية)